# Culoarea căzută din cer
„Culoarea căzută din cer” sau „Culoarea din afara spațiului” („The Colour Out of Space”) este o nuveletă de groază a autorului american H. P. Lovecraft, scrisă în martie 1927. În povestire, un narator nedenumit descoperă care este povestea unei zone cunoscute de localnici sub numele de „căldură hulită” aflată printre dealurile sălbatice din vestul orașului fictiv Arkham, Massachusetts. Naratorul descoperă că, cu mulți ani în urmă, un meteorit s-a prăbușit acolo, otrăvind fiecare ființă vie din apropiere; vegetația a crescut mare, dar cu un gust neplăcut, animalele sunt turbate și deformate în forme grotești, iar oamenii au înnebunit sau au murit unul câte unul.
Lovecraft a început să scrie „The Color Out of Space” imediat după ce a terminat romanul său precedent, The Case of Charles Dexter Ward, și în mijlocul revizuirii finale asupra eseului său de ficțiune horror „Supernatural Horror in Literature”. Căutând să creeze o formă de viață cu adevărat extraterestră, el s-a inspirat din numeroase surse de ficțiune și non-ficțiune. 
Povestirea a apărut pentru prima dată în ediția din septembrie 1927 a revistei  science fiction Amazing Stories a lui Hugo Gernsback, „The Color Out of Space” a devenit una dintre cele mai populare lucrări ale lui Lovecraft și a rămas preferata personală a povestirilor sale scurte. A fost adaptată în filme de lungmetraj în 1965, 1987, 2010 și 2019.

## Vezi și
- Bibliografia lui H. P. Lovecraft